# Gignac (Hérault)
Gignac é uma comuna francesa na região administrativa de Occitânia, no departamento de Hérault. Estende-se por uma área de 29,85 km². Em 2010 a comuna tinha 6 447 habitantes (densidade: 216 hab./km²).